# XXXIX Cumbre del Mercosur
La XXXIX Cumbre del Mercosur o 39.ª Cumbre del Mercosur o XXXIX Reunión Ordinaria del Consejo del Mercado Común fue una reunión de los primeros mandatarios de los países componentes, asociados e interesados en el bloque del Mercosur, que tuvo la presencia de las delegaciones de Argentina, Brasil, Paraguay, Uruguay, Venezuela, Chile, Bolivia, Colombia y México.
La misma se desarrolló del 2 al 3 de agosto de 2010 en la ciudad de San Juan, Argentina.

## Organización

### Seguridad
La presidenta Cristina Kirchner firmó el decreto para la conformación del sector de defensa aeroespacial que tuvo a su cargo la protección de los aviones presidenciales durante la cumbre del Mercosur.
En el decreto, se dispuso que este anillo defensivo, que estuvo integrado por medios de la Fuerza Aérea y el Ejército, ‘tuviera la misión de garantizar la seguridad en el espacio aéreo de la ciudad de San Juan y áreas adyacentes hasta un radio de 90 millas náuticas dentro del territorio nacional’.
Con respecto al corte de calles y a la seguridad en la ciudad, hubo dos momentos:
- El primero fue cuando se lo traslada al presidente en las cápsulas, que son las medidas de seguridad que se toman durante el desplazamiento de los mandatarios desde al aeropuerto hasta el hotel. Ahí se hicieron cortes momentáneos para que se movilice la caravana, a fin de perturbar lo menos posible a la ciudadanía sanjuanina.
- En un segundo paso se cortaron los alrededores del hotel del Bono Park, desde Circunvalación hasta la entrada del shopping. Se hizo lo mismo con el Hotel Alcázar. Se cortó también la zona del Centro Cívico.

Zona de exlusión aérea
- Grupo 5 de Caza de la Fuerza Aérea Argentina: una escuadrilla de A-4AR Fightinghawk
- Grupo 4 de Caza de la Fuerza Aérea Argentina: una escuadrilla de IA-63 Pampa

Los lugares más custodiados fueron:
- El Del Bono Park Hotel fue el más vigilado y de más difícil acceso.
- El Centro Cívico, donde se realizaban varias de las reuniones del Mercosur. Para ingresar había que portar acreditación.
- La escuela Alvar López, inaugurada por Cristina, tuvo un gran cerrojo en torno a la mandataria.

En números:
- 4 días en total permaneció cerrado el Centro Cívico de San Juan, por todas las actividades protocolares y reuniones de prensa.
- 1.500 efectivos de seguridad, estuvieron en la provincia, entre la Policía Federal, Policía de San Juan, Gendarmería Nacional y Policía Aeropuertaria.
- 2.111 vecinos tuvieron que ser censados y acreditados para que pudieran pasar en las zonas cortadas.
- 4.000, fueron las personas acreditadas por la cumbre, entre ellos periodistas, personal de limpieza, etc.

### Alojamiento de los presidentes
En el Del Bono Park Hotel se alojaron la presidenta Cristina Fernández, y sus pares Luiz Inácio Lula Da Silva, Fernando Lugo y José Mujica. En el Hotel Alcázar se alojaron Sebastián Piñera y Evo Morales.

### Difusión de la Cumbre
Para la cumbre del Mercosur hubo una gran cobertura en los medios. Llegaron a la provincia más de 300 periodistas de todas partes del mundo.
Los periodistas acreditados de medios nacionales e internaciones fueron unos 250 y los locales unos 50 o 60. Hubo una sola emisión de la TV Pública, que los canales argentinos o del exterior pudieron tomar.

### Cena de gala
La noche anterior a la Cumbre se llevó a cabo una cena en la Antigua Bodega. Los asistentes pudieron conocer la música y vinos locales, en una ambientación de lujo. En la cena de los presidentes, solo estuvieron la anfitriona, Cristina Fernández de Kirchner y su par de Uruguay, José “Pepe” Mujica. A la izquierda de Cristina estuvo su marido Néstor quien no paró de conversar con José Luis Gioja (gobernador de San Juan), que se sentó a su lado. En el resto del salón las mesas eran redondas donde estuvieron sentados ministros, cancilleres, senadores, diputados e intendentes locales.
El menú fue muy patrio, comentó el chef Mallman. Consistía de: humita andina con ensalada y queso de cabra, tapa de ojo de bife a las brazas y una gran variedad de postres criollos. La cena estuvo siempre acompañada por la música de Milagros Yacante y Los Solistas de San Juan. 

## Cronograma
- 10:00  Comenzó la cumbre con jefes de Estado del Mercosur y Estados asociados.
- 11:00  Sesión de trabajo: allí abordaron los logros alcanzados este último semestre y los temas para seguir avanzando.
- 12:45  Todos los mandatarios se tomaron la clásica foto juntos.
- 13:00  Conferencia de prensa donde se dio a conocer los resultados de este foro.
- 13:15  Conclusiones: la Cancillería Argentina informó sobre los resultados para el Mercosur en la Presidencia pro témpore de Cristina Fernández de Kirchner.
- 13:20  Despedida: algunos mandatarios se retiraron rumbo a sus países.
- 13:30  Almuerzo: Cristina, Lula y Gioja almorzaron en Casa de Gobierno.
- 14:30  Reunión bilateral: se reunieron Cristina y Lula para debatir el acuerdo de la asociación estratégica entre ambos países.
- 16:30  La comunidad boliviana de Cuyo, homenajeó al primer mandatario boliviano en el Estadio Cubierto Aldo Cantoni.
- 17:00  Ambos mandatarios (Argentina y Brasil) dieron a conocer detalles de su encuentro bilateral.

## Temas hablados

### Túnel de Agua Negra
El corredor bioceánico de Agua Negra consiguió el mayor apoyo político:
- Documento oficial: se plasmó en un documento el proyecto del túnel internacional de Paso de Agua Negra. Allí destacaron que es de interés para la integración del Mercosur.
- Reunión tripartita: al finalizar la cumbre, a los presidentes de Argentina, Chile y Brasil, se les explicó qué era y los beneficios que trae el Corredor Biocéanico.
- Discurso de Piñera: en su discurso el mandatario chileno habló de Agua Negra: dijo que es una tarea pendiente que tienen los tres países. Estas palabras venían siendo muy esperadas, porque estaba en duda si se iba a realizar el túnel, debido al terremoto que azotó a los chilenos.

### Minería
Se incluyó en la declaración de los países del Mercosur un párrafo reivindicativo de la actividad minera. El texto reconoce la actividad minera en los países por su implicancia para el desarrollo, a través de dos ideas centrales. Por un lado, dice que la minería, los minerales y los metales son importantes para el desarrollo económico y social de los países del Mercosur. Y, por el otro, manifiestan su preocupación por medidas de terceros países que limiten el pleno desarrollo del sector minero en los países del bloque en un marco de establecimiento de nuevas inversiones, de desarrollo de nuevos proyectos, de generación de empleo genuino y que creen oportunidades de inclusión social y progreso económico para los países que forman parte del Mercosur.
Además de todo lo dicho, Cristina defendió la actividad minera.

### Código Aduanero
Tras un intermedio en la reunión plenaria que mantuvieron los presidentes de la región, se logró el consenso para aprobar la redacción de un Código Aduanero, instrumento que sirve para perfeccionar el bloque integrado por Argentina, Brasil, Paraguay y Uruguay como una unión aduanera. El llamado Código Aduanero constituye la totalidad de pautas comunes que rigen el ingreso y el egreso de los productos de adentro hacia afuera del bloque y viceversa.

### Malvinas
Los países del Mercosur y sus asociados reiteraron ayer su apoyo a Argentina en su legítimo reclamo por la soberanía de las Islas Malvinas y su interés porque se llegue a una rápida solución al conflicto.

### Mercosur – Unión Europea (UE)
Un tema que venían tratando desde el 2004 era la eliminación del doble cobro del Arancel Externo Común. Se llegó a un trascendente acuerdo para constituirse como una verdadera unión aduanera y así lograr un tratado justo de asociación comercial con la UE sin desatender las negociaciones con otros socios. 

### Mercosur – Egipto
El canciller argentino Héctor Timerman firmó junto al ministro de Industria y Comercio egipcio, Rachid Mohamed Rachid el acuerdo de libre comercio entre el Mercosur y Egipto.

### Conflicto Colombia – Venezuela
Se propuso avanzar en las gestiones para que se convierta al Mercosur en un espacio para la resolución de conflictos bilaterales, como el que enfrentó a Hugo Chávez y Álvaro Uribe.

## Resultados de la Cumbre (Declaración de San Juan)

### DUA
El Documento Único Aduanero armoniza los datos de las declaraciones aduaneras, necesario para el fluido intercambio de información de las operaciones de comercio exterior entre los Estados Partes, facilitando, entre otros, el cálculo para la distribución de la renta aduanera.

### Minería
Los presidentes reiteraron que la minería, los minerales y los metales son importantes para el desarrollo económico y social de los países. Manifestaron su preocupación por medidas de terceros países, que limiten el pleno desarrollo del sector minero del bloque.

### Bolivia
Habrá apoyo concreto a La Paz, en vista de las dificultades económicas y sociales por la suspensión unilateral de las preferencias arancelarias extrarregionales. Durante 2011, los países del Mercosur absorberán un monto de hasta USD 30 millones en exportaciones bolivianas.

### Haití
El Mercosur otorgará hasta finales de 2019 preferencias arancelarias al país más pobre de América y con una economía aún más diezmada por el terremoto de enero pasado.

### A San Juan
Resaltaron el espíritu de la gesta emancipadora y el ejemplo de los Libertadores José de San Martín y Simón Bolívar en el proceso de integración regional y agradecieron en el punto 36 de la Declaración, al Gobierno de San Juan por "la hospitalidad y el cariño de su pueblo”.

## Discursos de los presidentes

### Cristina Fernández de Kirchner
La Presidenta dijo ante los mandatarios invitados que “nuestras tierras y países son ejemplos de integración y de abrir los brazos a inmigrantes de otros países”, y agregó que “tenemos todos un objetivo en común, que es lograr una mejor calidad de vida para nuestras comunidades”.
La jefa de Estado señaló que en la región “hemos tenido una mirada más integral y abarcadora de cómo tenía que ser nuestra relación”. Al respecto, manifestó que las políticas empleadas en la región “se puede dar en un marco de pluralidad y diversidad”. 
Para concluir dijo: "ha sido una jornada muy larga, pero muy fructífera”.

### Luiz Inácio "Lula" da Silva
El mandatario brasilero calificó la Cumbre del Mercosur como la más productiva en ocho años: "Puedo decir que fue, posiblemente, una de las mejores cumbres en las que ya participé en toda la historia del Mercosur". “Me da la impresión que, por primera vez, todos tuvimos la conciencia de la verdadera importancia de fortalecer el Mercosur", agregó.
"El fin de este arancel (doble cobro del arancel externo común) abre espacio para que consolidemos la Unión Aduanera, prevista desde 1994", afirmó Lula. "El otro paso importante para que podamos implementar finalmente la Unión Aduanera fue la aprobación del Código Aduanero del Mercosur. Estas dos medidas van a ser muy importantes para mejorar el comercio de la región", finalizó Lula.

### Fernando Lugo
El presidente de Paraguay, Fernando Lugo, se mostró confiado en llevar una "solución pacífica y duradera” ante el conflicto que enfrentó a Colombia y Venezuela: “No existen razones en la América del Sur del 2010 que ameriten otros caminos que no sean la integración en paz y en respeto del derecho internacional", declaró.

### José Mujica
El presidente uruguayo, José “Pepe” Mujica, advirtió que "no hay que temerle a los conflictos" en la región y elogió el acuerdo logrado con la Argentina para hacer un monitoreo conjunto del Río Uruguay. 
Mujica afirmó que "todos los ríos de América van a necesitar mecanismos de este tipo" en referencia al acuerdo para relevar la planta de Botnia. "Hemos inaugurado una nueva política: saber cuál es la realidad de uno de los grandes ríos de nuestra historia", afirmó.

### Evo Morales
El presidente de Bolivia, Evo Morales, expresó que Sudamérica sigue siendo la esperanza de un mundo afectado por las crisis económicas, e instó a sus homólogos a trabajar para superar los problemas y seguir avanzando en la integración.
"Siento que algo está pasando en el mundo; en Sudamérica estamos en una gran integración, tenemos la obligación de superar los problemas para seguir adelante y cuidar a los pueblos del mundo", afirmó Morales.

### Sebastián Piñera
El chileno Sebastián Piñera se refirió a los problemas para integrarse pese a no sufrir conflictos de magnitud en relación con otros continentes: "Uno se pregunta por qué nos cuesta tanto la integración en nuestro continente" si "no tuvimos conflictos religiosos y étnicos, y a pesar de estar libres de esos males, no hemos podido aprovechar la fuerza de la unidad". 

## Actividades fuera de la agenda

### Cristina Fernández de Kirchner
La presidenta argentina llegó a la provincia de San Juan a las 16.20  del día lunes 2 de agosto. Fue la segunda mandataria en llegar y la última en irse. En su primera actividad oficial en San Juan, que fue la inauguración del nuevo edificio de la Escuela Dr. Manuel Alvar López, en Chimbas, la presidenta hizo un repaso de los principales logros de su gestión y realizó un balance de lo que ha invertido en obras la Nación en la provincia. 
Luego vía teleconferencia inauguró la escuela Batalla de Tucumán, en Pocito y la Agencia Regional de la Policía Federal (regional Cuyo), en Capital. Finalmente, Cristina cerró la teleconferencia con la entrega de 378 viviendas de los barrios Las Calandrias, Las Vicuñas y Los Piuquenes. Arribó al Del Bono Park Hotel y cenó en la Antigua Bodega, junto a Mujica.

### José Mujica
El presidente uruguayo fue el tercero en llegar a San Juan a las 17.20. Mujica recibió una delegación de la Escuela República Oriental del Uruguay, que funcionaba en Chimbas. El grupo estuvo casi una hora con el mandatario, quien les prometió un padrino. Ya a la noche, participó de la cena de gala en la Antigua Bodega.

### Evo Morales
El presidente boliviano fue el primero en llegar al Aeropuerto Domingo Faustino Sarmiento a eso de las 15.40.
Participó de un acto en el Auditorio Juan Victoria, en el que la UNSJ y la UNCuyo le entregaron los títulos doctor honoris causa en mérito a la trayectoria de personalidades que sobresalen por sus servicios al desarrollo de las sociedades en distintos aspectos.
Finalizada la Cumbre, Evo se dirigió al Estadio Cubierto Aldo Cantoni para asistir a la fiesta armada en su honor por el Centro de Residentes Bolivianos en San Juan; a la que acudieron 5.000 personas. Allí, Evo dirigió unas palabras y para finalizar se tocó la canción “Quiero a mi patria Bolivia”.

### Luiz Inácio "Lula" da Silva
El presidente brasilero fue el antepenúltimo en arribar a San Juan a las 22.30.
Luego de la Cumbre, tuvo con la mandataria argentina una reunión bilateral donde firmaron tres documentos sobre cooperación nuclear, el apoyo de Brasil por la soberanía de las Islas Malvinas y la llamada “Declaración de San Juan”. Finalizado esa reunión, dio una conferencia de prensa y partió hacia Brasil.

### Fernando Lugo
El presidente paraguayo fue el último en llegar a la provincia, minutos después de las 10, antes de comenzar la Cumbre. Finalizada la misma, charló con sus pares y se retiró al Del Bono Park para luego retirarse de San Juan.

### Sebastián Piñera
El presidente chileno fue el penúltimo en llegar a San Juan. Piñera estuvo pocas horas en la provincia, por lo tanto no tuvo la posibilidad de concretar alguna actividad fuera de la Cumbre, solo que intercambió unas palabras con algunos mandatarios.

## Repercusión
San Juan brilló en Internet. Fue tapa de algunos diarios y una noticia muy buscada en el rubro político de medios de todo el país. 
Medios internacionales tales como Telesur (Venezuela), BBC (Inglaterra), Xin Hua (China) y El Mundo (España) y los medios nacionales como Clarín, Infobae, Página12, Perfil, La Nación, entre otros reflejaron paso a paso lo que sucedió en la cumbre y los temas tratados. 
Se acreditaron aproximadamente 300 periodistas de todo el mundo, principalmente argentinos. Estos trabajaron arduamente en el Centro Cívico en boxes equipados con computadoras y teléfonos. Además, disfrutaron del servicio de cáterin todo el día, con almuerzo y música en vivo.